# Sjeverozapadni iranski jezici
Sjeverozapadni iranski jezici, jedna od dviju glavnih skupina zapadnoiranskih jezika, raširenih na području i Irana i Pakistana i još nekih drugih azijskih zemalja: Irak, Turska i Azerbajdžan.
Sastoji se od nekoliko podskupina: Baludžijska sa (5) jezika; Kaspijska s 3 jezika; Centralnoiranska sa (12) jezika; Kurdska sa (4) jezika; ormuri-parachi (2) jezika; semnanski (4) jezika; tališki (16) jezika; zaza-goranski (6) jezika; jezik dezfulski [def] iz Irana

## Vanjske poveznice
- Ethnologue (14th)
- Ethnologue (15th)